# チェンマイ・ニュース
「チェンマイ・ニュース」(タイ語: เชียงใหม่นิวส์、英語: Chiang Mai News) は、タイ王国チェンマイ県で発行されているタイ語の日刊地方新聞。

## 概略
チェンマイ・ニュースは、北部タイの地元ニュースを中心に報道を行っている。1990年頃に創刊。フリーペーパー生活情報誌『チェンマイ・マックス（นิตยสารเชียงใหม่ แม็กซ์）』、経済誌『チェンマイ・トゥラギット（เชียงใหม่ธุรกิจ）』も発行。2010年チェンマイニュースのウェブ版をリニューアルし、それぞれの雑誌のウェブ上サイトを開設した。

## 所在地
- チェンマイ県ムアンチエンマイ郡タムボン・ハーイヤーラーチャチェンセーン通り 164

（164 ถ.ราชเชียงแสน ต.หายยา อ.เมือง จ.เชียงใหม่ 50100）